# 조에이
조에이(일본어: 貞永)는 일본의 연호(元号) 중 하나이다.
- 전후 : 간키(寛喜) 이후 - 덴푸쿠(天福) 이전.
- 시기 : 1232년
- 천황 : 고호리카와 천황, 시조 천황
- 쇼군 : 가마쿠라 막부의 후지와라 노 요리쓰네
- 싯켄 : 호조 야스토키

## 개원(改元)
- 간키 4년 4월 2일(율리우스력 1232년 4월 23일), 개원.
- 조에이 2년 4월 15일(율리우스력 1233년 5월 25일), 덴푸쿠로 개원된다.

## 출전
『주역·곤괘』의 「用六、利永貞」.

## 조에이 시기에 일어난 일
- 원년
  - 고호리카와 천황이 2살 된 시조 천황에게 양위.
  - 고세이바이시키모쿠(御成敗式目)가 제정되다.

## 서력과의 대조표
| 조에이 | 원년   | 2년    |
| ------ | ------ | ------ |
| 서력   | 1232년 | 1233년 |
| 간지   | 임진   | 계사   |

## 같이 보기
- 일본의 연호 일람

| 이전 간키 | 일본의 연호 1232년 ~ 1233년 | 다음 덴푸쿠 |